# Kumaragupta I.

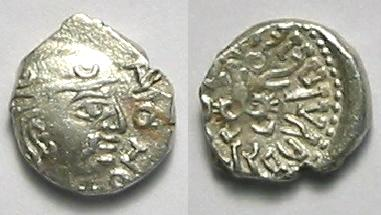
Silbermünze (Durchmesser 14 mm) mit einem Profilportrait Kumaraguptas auf der Vorder- und einem Garuda auf der Rückseite. Der Text der Randinschrift lautet: „Parama-bhagavata rajadhiraja Sri Kumaragupta Mahendraditya“ („Ergebener König der Könige Kumaragupta Mahendraditya“)

König Kumaragupta I. (auch Kumara Gupta, Mahendraditya; † 455) herrschte im nordindischen Reich der Gupta zwischen 415 und 455. Der Sohn von Chandragupta II. hatte eine lange Regierungszeit, in der sich das Reich innerlich konsolidierte.

## Leben
Kumaragupta I. war – wie schon sein Vater und Großvater – Anhänger des Vishnuismus; auf einigen Goldmünzen findet sich allerdings auch ein Bildnis des – eher dem Shivaismus zuzurechnenden – Kriegsgottes Karttikeya auf seinem Reittier (vahana), dem Pfau. Obwohl Hindu, war Kumaragupta bekannt für seine religiöse Toleranz und umfangreiche Stiftungen an buddhistische und jainistische Klöster. Er und sein Vater gelten als Stifter vieler Tempel, die heute unter dem Begriff Gupta-Tempel zusammengefasst werden. Einige dieser Tempelstädte (Nachna, Eran) waren wohl von vornherein als regionale Kultzentren konzipiert bzw. entwickelten sich in diese Richtung, die meisten anderen blieben jedoch Einzelbauten (Bhumara, Gop). Die buddhistischen Klöster entwickelten sich zu – von der städtischen Wirtschaft abhängigen – Finanzzentren und die hinduistischen Klöster trumpften mit rasch wachsendem Landbesitz auf.
Am Ende der Regierungszeit Kumaraguptas rettete der Prinz Skandagupta das Reich seines Vaters bereits gegen einen großen Stammesaufstand der Pushyamitras am Narmada-Fluss. Kumaragupta I. soll nach einer Inschrift in einer Hunnenschlacht gefallen sein, die gleiche Inschrift berichtet vom Sieg Skandaguptas über die „Hunnen“ (Huna). Unter „Hunnen“ sind nicht die um 375 nach Osteuropa vordringenden Hunnen, sondern Teile der sogenannten iranischen Hunnen zu verstehen; dieser Begriff geht auf die numismatischen Forschungen Robert Göbls zurück. Es mag sich konkret vielleicht um die sogenannte Alchon-Gruppe gehandelt haben, die im frühen 6. Jahrhundert aggressiv nach Nordwestindien expandierte. Skandagupta (reg. 455–467) verdrängte den Kronprinzen Purugupta und ging 458 mit der Abwehr der Hunnen als der vorletzte bedeutende Gupta-König in die Geschichte ein.